# Леандро Романьйолі
Леандро Романьйолі (ісп. Leandro Romagnoli, нар. 17 березня 1981, Буенос-Айрес) — аргентинський футболіст, що грав на позиції півзахисника. Багаторічний капітан «Сан-Лоренсо», з яким виграв ряд національних та міжнародних трофеїв, крім якого грав за мексиканський «Веракрус», португальський «Спортінг», а також став переможцем домашнього молодіжного чемпіонату світу та провів один матч за національну збірну Аргентини.

## Клубна кар'єра
У дорослому футболі дебютував 1998 року виступами за команду клубу «Сан-Лоренсо». Досить швидко Леандро став гравцем основи і за 6 років виграв зі «святими» три титули, в тому числі два міжнародних — чемпіона Аргентини 2001 (Клаусура), переможця Кубка Меркосур 2001 року і Південноамериканського кубка 2002 року. Загалом за сім сезонів Леандро взяв участь у 152 матчах чемпіонату.
На початку 2005 року Романьйолі був проданий за 3,27 млн $ в мексиканський «Веракрус», де провів лише один чемпіонат (Клаусуру 2005) і після цього відправився в Португалію. Півсезону Романьйолі виступав за «Спортінг» на правах оренди, а потім лісабонська команда викупила його контракт. У складі «левів» Леандро тричі ставав віце-чемпіоном Португалії, завоював два Кубки і та Суперкубка країни.
У серпні 2009 року півзахисник повернувся в рідну команду «Сан-Лоренсо», яка заплатила за трансфер 2 млн $. На «Піпі» претендував також бразильський «Флуміненсе», але гравець заявив про те, що він віддав перевагу саме «команді свого серця».
У сезоні 2011/12 «Сан-Лоренсо» був змушений боротися за виживання в спеціальній турнірній таблиці вильоту, що формується на основі трьох останніх сезонів. В кінці чемпіонату ряд вдалих матчів, які провів Романьйолі, в тому числі забиті їм голи і результативні передачі, допомогли «святим» зберегти місце в еліті. Після цього гравець придбав у вболівальників статус «живої легенди», а «Сан-Лоренсо» у 2013 році виграв титул чемпіонів турніру Інісіаль.
У 2014 році «червоно-сині» разом зі своїм капітаном дійшли до стадії півфіналу Кубка Лібертадорес. У першій грі вони забили п'ять сухих голів у ворота «Болівара», практично забезпечивши собі перший в історії клубу вихід у фінал головного континентального клубного турніру. Перші два голи Мауро Матос і Емануель Мас забили після ідеальних навісів у виконанні Романьйолі.
В середині 2014 року Леандро Романьйолі підписав попередню угоду про перехід у бразильський «Баїя». Останній день трансферного вікна в Бразилії — 16 серпня — збігався з датою повторного фінального матчу Кубка Лібертадорес 2014 року і, якщо у Романьйолі не буде дискваліфікації або травми, то саме цей матч міг стати його останнім у футболці «Сан-Лоренсо». Однак після перемоги в головному південноамериканському турнірі Романьйолі вирішив залишитися в стані «святих», оскільки перехід в бразильську команду позбавив його можливості зіграти на клубному чемпіонаті світу. Романьйолі виплатив «Баїї» неустойку в розмірі 250 тис. доларів США, причому частину цих витрат, за домовленістю з гравцем, взяв на себе «Сан-Лоренсо». На самому ж клубному чемпіонаті світу Леандро з командою стали фіналістами змагання.
7 червня 2018 року Леандро Романьйолі оголосив про завершення кар'єри футболіста. Відразу ж було оголошено про призначення Романьйолі на посаду спортивного директора клубу.

## Виступи за збірну
2001 року залучався до складу молодіжної збірної Аргентини. Того року у її складі брав участь у домашньому молодіжному чемпіонаті світу. У команді, в якій його партнерами були такі гравці як Ніколас Бурдіссо, Хав'єр Савіола, Максі Родрігес і Андрес Д'Алессандро, Романьйолі був гравцем основного складу і забив два голи. Він вийшов в основі і у фінальному матчі проти Гани (3:0), але на 70-й хвилині йому на заміну вийшов Мауро Росалес.
У складі національної збірної Аргентини Романьйолі зіграв лише в одному матчі — 8 лютого 2003 року він вийшов на заміну замість Федеріко Інсуа у товариській грі проти США, а аргентинці перемогли 1:0.

## Титули і досягнення
- Чемпіон Аргентини (2):

«Сан-Лоренсо»: Клаусура 2001, Інісіаль 2013
- Володар Суперкубка Аргентини (1):

«Сан-Лоренсо»: 2015
- Володар Кубка Португалії (2):

«Спортінг»: 2006—07, 2007—08
- Володар Суперкубка Португалії (2):

«Спортінг»: 2007, 2008
- Володар Кубка Лібертадорес (1):

«Сан-Лоренсо»: 2014
- Володар Південноамериканського кубка (1):

«Сан-Лоренсо»: 2002
- Володар Кубка Меркосур (1):

«Сан-Лоренсо»: 2001
- Чемпіон світу (U-20): 2001